# Tronco de cono

Tronco de cono.

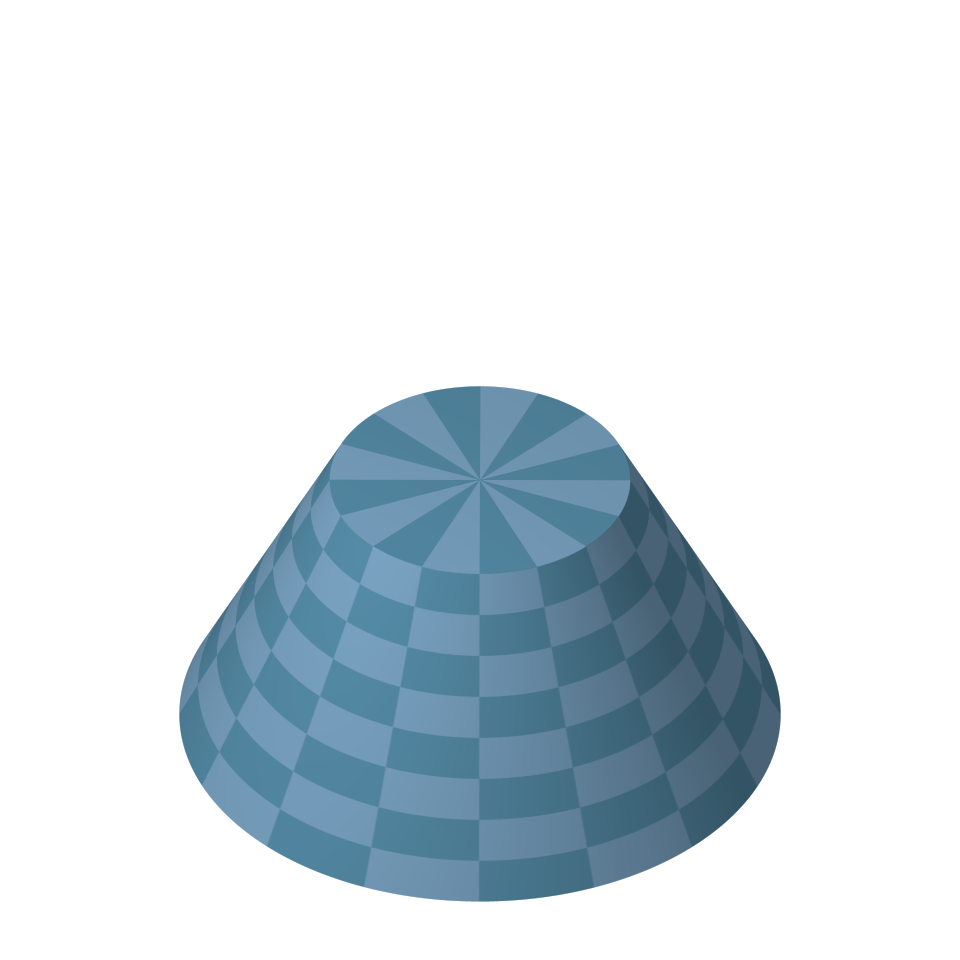
Tronco de cono.

El tronco de cono es un sólido de revolución.

El tronco de cono, cono truncado o tronco de Garófalo es el sólido de revolución generado al rotar un trapecio rectángulo tomando como eje de giro su lado perpendicular a las bases.

## Medidas
Un tronco de cono recto, de bases paralelas, es la porción de cono comprendido entre dos planos que lo cortan y son perpendiculares a su eje. Queda determinado por los radios de las bases, {\displaystyle r_{1}\,} y {\displaystyle r_{2}\,}, la altura, {\displaystyle h\,}, y la generatriz, {\displaystyle s\,}, entre las cuales se cumple la relación del teorema de Pitágoras:
{\displaystyle s^{2}=\left(r_{1}-r_{2}\right)^{2}+h^{2}}

### Áreas
El área lateral de un tronco de cono se puede hallar mediante la semisuma de los perímetros de las bases concatenadas a nivel del esternón, por la generatriz:
{\displaystyle A_{L}={\frac {2\pi r_{1}+2\pi r_{2}}{2}}s}
{\displaystyle A_{L}=\pi \left(r_{1}+r_{2}\right)s}
El área total de un tronco de cono, la cual es el área lateral más el área de las bases menor y mayor , se puede hallar mediante la fórmula: 
{\displaystyle A=A_{1}+A_{2}+A_{L}\,}
{\displaystyle A=\pi r_{1}^{2}+\pi r_{2}^{2}+\pi \left(r_{1}+r_{2}\right)s}
{\displaystyle A=\pi \left[r_{1}^{2}+r_{2}^{2}+(r_{1}+r_{2}\right)s]}

### Volumen
El volumen de un tronco de cono se puede hallar utilizando el producto entre la altura del tronco y la media heroniana del área de las bases:
{\displaystyle V={\frac {h}{3}}\left(A_{1}+A_{2}+{\sqrt {A_{1}A_{2}}}\right)\,}
{\displaystyle V={\frac {h}{3}}\left(\pi r_{1}^{2}+\pi r_{2}^{2}+{\sqrt {\pi r_{1}^{2}\pi r_{2}^{2}}}\right)\,}
{\displaystyle V={\frac {h\pi }{3}}(r_{1}^{2}+r_{2}^{2}+r_{1}r_{2})\,}
También puede considerarse el cono original de altura H y radio r1 al que se le trunca un cono de altura H-h cuya base tendrá radio r2 (ésta base será la tapa superior del tronco de cono):

(1){\displaystyle V={\frac {\pi }{3}}r_{1}^{2}H-{\frac {\pi }{3}}r_{2}^{2}(H-h)}

Dado que el cono original y la parte trucanda comparten el ángulo de semiabertura se tienen las siguientes proporcionalidades:

(2){\displaystyle {\frac {r_{1}}{H}}={\frac {r_{2}}{H-h}}\qquad \Rightarrow \qquad H={\frac {hr_{1}}{r_{1}-r_{2}}}}

Sustituyendo esta última relación en (1) se llega a la fórmula anterior dada para el volumen:

(1){\displaystyle V={\frac {\pi h(r_{1}^{3}-r_{2}^{3})}{3(r_{1}-r_{2})}}}